# Zémio (underprefektur)
Zémio är en subprefektur i Centralafrikanska republiken.   Den ligger i prefekturen Haut-Mbomou, i den östra delen av landet, 700 km öster om huvudstaden Bangui.
I omgivningarna runt Zémio växer huvudsakligen savannskog. Runt Zémio är det mycket glesbefolkat, med 2 invånare per kvadratkilometer.